# Ruth Harriet Louise
Ruth Harriet Louise (rozená Ruth Goldstein, 13. ledna 1903 New York City – 12. října 1940) byla americká profesionální fotografka, první žena fotografka působící v Hollywoodu, která vedla portrétní studio americké mediální společnosti Metro-Goldwyn-Mayer (M.G.M.) v letech 1925–1930.

## Život a dílo
Narodila se 13. ledna 1903 v New York City jako dcera rabího Jacoba Goldsteina a jeho ženy Klary Jacobsenové. Vyrůstala v New Brunswicku v New Jersey a její bratr byl ředitel Mark Sandrich, který režíroval významné muzikálové herce Freda Astaira a Ginger Rogersovou. Její sestřenice byla herečka němých filmů Carmel Myers.
Zpočátku měla ambice ve výtvarném malířství, ale po fotografování s Nickolasem Murayem se rozhodla absolvovat studium fotografie. V roce 1922 si otevřela vlastní portrétní studio v Trentonu a změnila své jméno na Ruth Harriet Louise.
Díky svému bratrovi Marku Louiseovi se dostala do Hollywoodu. Ve chvíli, kdy byla v létě roku 1925 zvolena společností M.G.M. za hlavní portrétní fotografku, bylo jí 22 let a byla vůbec první ženou pracující jako portrétní fotografka pro studia Hollywoodu. Během fotografování s herečkami bylo její pohlaví velká výhoda. Bouřlivě společně diskutovaly, povídaly si a vládla uvolněná atmosféra. Během této práce, která trvala pouhých pět let (1925–1930), Louise vyfotografovala všechny hvězdy, smluvní herce a mnoho dalších osobností, které prošly branou ateliéru, včetně takových jako byli například: Greta Garbo, Lon Chaney, John Gilbert, Joan Crawford, Marion Davies a Norma Shearer. Odhaduje se, že během své kariéry v MGM pořídila více než 100 000 fotografií.
Vždy kladla velký význam na "zachycení" charakteru a osobnosti v portrétu. Často zdůrazňovala atmosféru a snímkům dávala měkký tón, které pak měly piktorialistický charakter. Na konci dvacátých let byla nejvýznamnějším fotografem v Hollywoodu, ale přesto byla v prosinci 1929 MGM nahrazena Georgem Hurrellem, dalším významným glamourovým fotografem. Pracovala několik let na volné noze, ale následně se orientovala pouze na svůj rodinný život. Po odchodu z MGM v roce 1930, si vzala scenáristu Leigha Jasona. V roce 1931 měli syna a v roce 1934 dceru. Jejich syn zemřel v roce 1938 na leukémii. V roce 1940, ve věku 37 let, sama zemřela při porodních komplikacích svého třetího dítěte.
Umělecká hodnota jejích portrétů zůstala zanedbaná po celá desetiletí, ale od roku 2000 její význam začíná znovu ožívat. Pravidelně se objevují publikace o její činnosti a Terra Museum v Chicagu uspořádalo v roce 2012 retrospektivní výstavu jejích prací. Její práce je považována za srovnatelnou s dílem George Hurrella a dalšími známými fotografy glamouru své éry.

## Galerie

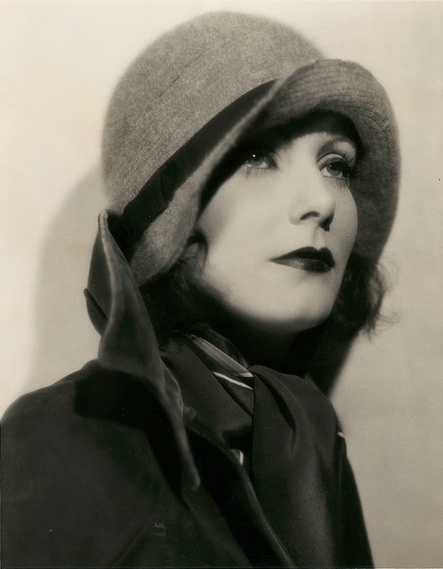
Greta Garbo
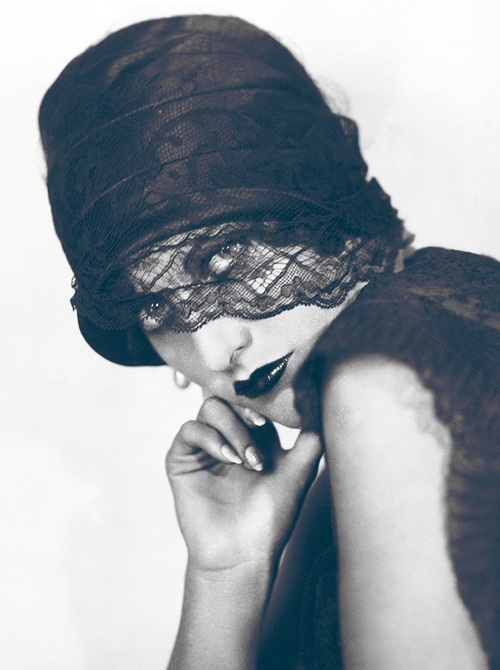
Joan Crawford
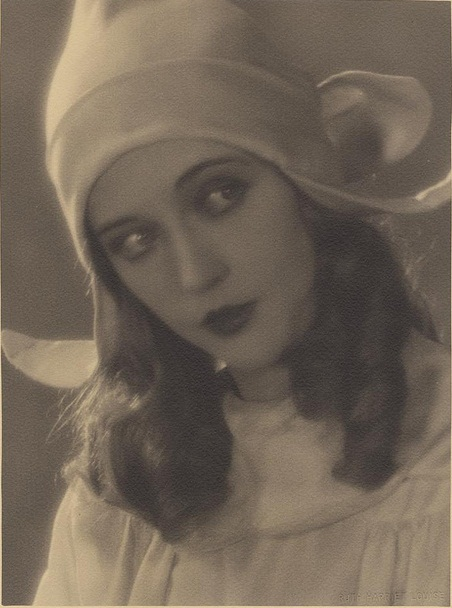
Marion Davies ve filmu The Red Mill, 1927
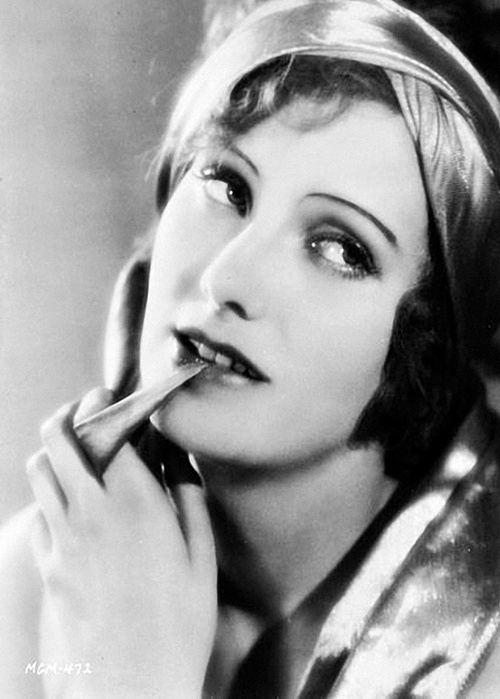
Greta Garbo
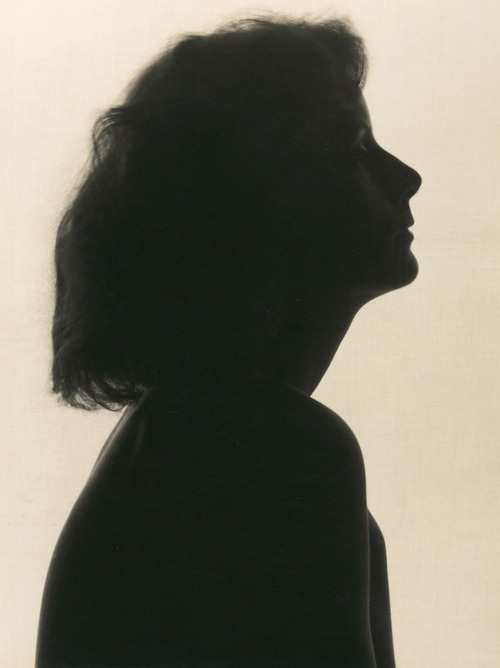
Greta Garbo, silueta
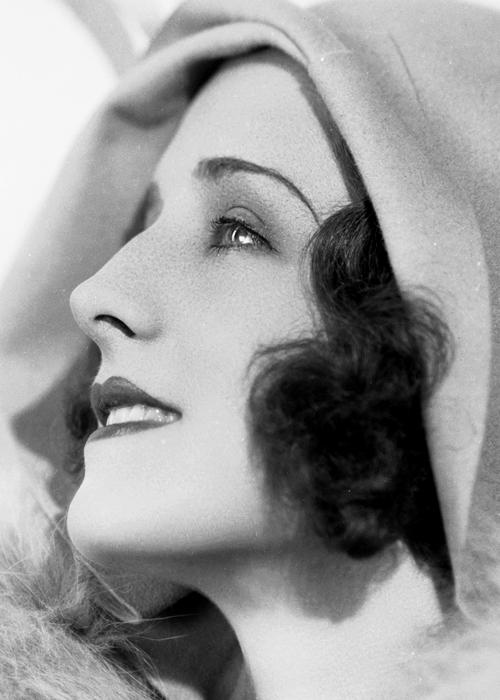
Norma Shearer
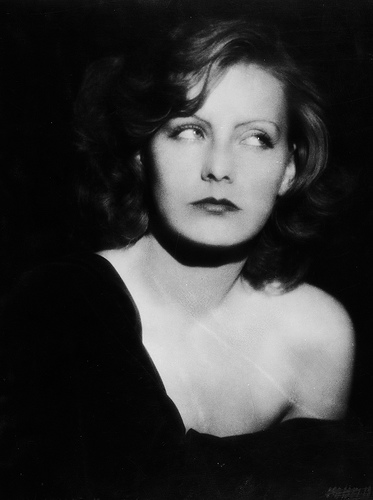
Greta Garbo
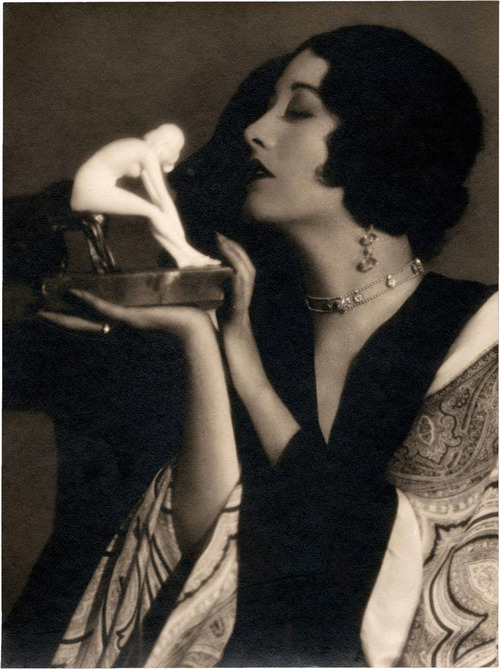
Joan Crawford
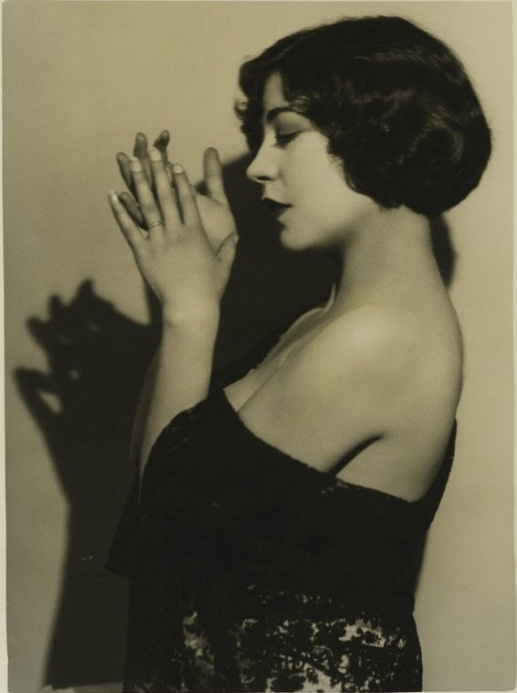
Renée Adorée

## Srovnání

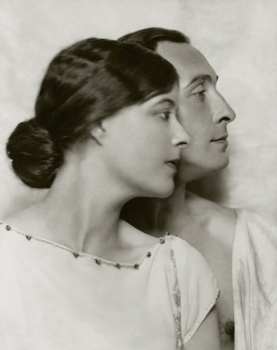
Nickolas Muray: Elsie Mackay a Lionel Atwill, 1922
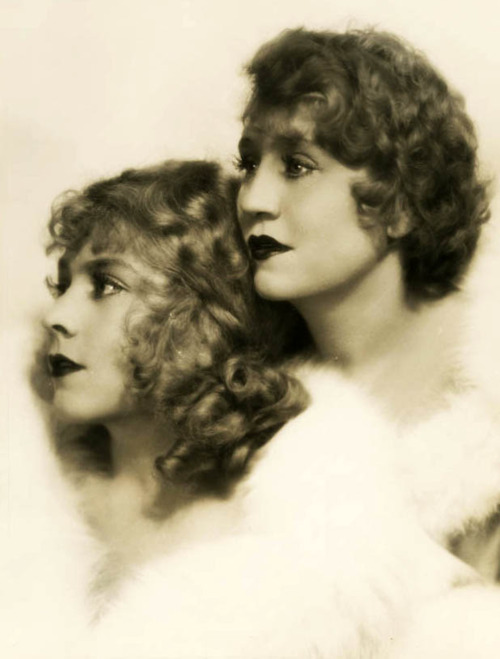
Ruth Harriet Louise: Vivian a Rosetta Duncanovy, 1928